# La Case de l'oncle Doc
 (janvier 2020).
La Case de l'oncle Doc (jeu de mots avec La Case de l'oncle Tom) est une émission de documentaires, créée en 1997, diffusée tous les lundis en deuxième partie de soirée (anciennement le samedi puis le lundi en troisième partie de soirée jusqu'au 18 mars 2013 puis le vendredi en deuxième partie de soirée et aussi en troisième partie de soirée pendant l'été  le mercredi en 2010 et le vendredi en 2013) sur France 3 depuis le 3 novembre 2007.
En janvier 2016, La Case de l'oncle Doc devient La France en docs. Chaque semaine, cette série a pour vocation d'évoquer, selon sa présentation officielle, « évolutions sociétales, mémoire de nos régions ou destins hors du commun. Les documentaires régionaux de France 3, ce sont des auteurs qui portent leurs regards sur la société, l'histoire et le patrimoine ». À la rentrée 2017, l'émission devient Qui sommes nous ?.
Pendant les étés 2016 et 2017, dans la même finalité, est lancée L'Heure D mais celle-ci se pose plus sur l'Europe et le monde. En 2017, elle est diffusée le lundi et le mercredi.

## Liste des émissions

### 2007/2008
- 3 novembre 2007 : De l'énergie à revendre
- 17 novembre 2007 : Fragile main d'œuvre
- 12 janvier 2008 : L'histoire vraie de l'auberge rouge
- 25 janvier 2008 : Bernadette Lafont exactement
- 23 février 2008 : Dernier retour en détention
- 29 mars 2008 : La barre
- 5 avril 2008 : La fin de l'énergie noire
- 12 avril 2008 : Enquête d'identité
- 3 mai 2008 : Trois étoiles de mer, toutes les saveurs du monde
- 10 mai 2008 : Le train de Neuvic
- 24 mai 2008 : L'odyssée de l'OM : le jour où Marseille a basculé
- 31 mai 2008 : L'année prochaine à Jérusalem
- 7 juin 2008 : Les figurants : l'envers du décor
- 14 juin 2008 : Jupe ou pantalon
- 28 juin 2008 : Courtisanes, les jupons de la capitale
- 5 juillet 2008 : Bernard Hinault : le vélo est un sport de combat
- 12 juillet 2008 : C'est beau les vacances
- 19 juillet 2008 : Les derniers du grand métier
- 26 juillet 2008 : Virages
- 2 août 2008 : La Riviera des Russes
- 9 août 2008 : Les Tomasi, l'héritage d'un regard
- 16 août 2008 : L'énigme Philippe
- 30 août 2008 : Retour au pays des Babas

### 2008/2009
- 20 septembre 2008 : Plage des dames
- 27 septembre 2008 : Le choix de mon père
- 4 octobre 2008 : Oum Kalthoum, l'astre de l'orient
- 18 octobre 2008 : Une brigade si tranquille
- 25 octobre 2008 : Epris d'aventure
- 8 novembre 2008 : Brennilis, la centrale qui ne voulait pas s'éteindre
- 29 novembre 2008 : Nord Sud
- 13 décembre 2008 : Un aller pour Québec, sur les pas des enfants Champlain
- 3 janvier 2009 : Le striptease dévoilé
- 17 janvier 2009 : Plan de Campagne, le grand bazar de la consommation
- 24 janvier 2009 : L'affaire Marie Besnard
- 5 février 2009 : Brel, Brassens, Ferré (exceptionnellement un jeudi)
- 7 février 2009 : Tous comptes fait
- 14 février 2009 : Surveillante en prison
- 21 février 2009 : Petites histoires du grand banditisme, François Marcantoni témoigne
- 7 mars 2009 : Victor, l'enfant sauvage de l'Aveyron
- 16 mars 2009 : L'homme des jeux, du schmilblic à Fort Boyard
- 23 mars 2009 : Corinne L. : une éclaboussure de l'histoire
- 30 mars 2009 : Le droit chemin
- 6 avril 2009 : La bête des Vosges
- 27 avril 2009 : La parenthèse
- 5 mai 2009 : Question de confiance
- 11 mai 2009 : Quand la famille se recompose
- 18 mai 2009 : J’avais 15 ans
- 25 mai 2009 : Dans la peau d'un supporter
- 8 juin 2009 : En première ligne
- 15 juin 2009 : Oradour, le retour à la vie

### 2009/2010
- 14 septembre 2009 : Nougaro, à tombeau ouvert et à guichets fermés
- 21 septembre 2009 : Le garçon aux chiffres
- 28 septembre 2009 : Mon voisin est Anglais
- 5 octobre 2009 : Vivre et grandir
- 12 octobre 2009 : En permanence
- 19 octobre 2009 : Les Condés
- 26 octobre 2009 : Quand la Terre reprend des couleurs
- 2 novembre 2009 : La deuxième vie de Betty
- 9 novembre 2009 : La guerre de Bill
- 16 novembre 2009 : Tribunal d'instance : silence, on ferme !
- 23 novembre 2009 : Les enfants de la honte
- 30 novembre 2009 : Coup de foudre sur Internet
- 7 décembre 2009 : Femmes témoins dans une affaire d’état
- 14 décembre 2009 : De Chandieu à Manhattan, avec Daniel Boulud, restaurateur
- 4 janvier 2010 : Tomi Ungerer croque New York
- 11 janvier 2010 : Mon oncle de Kabylie
- 18 janvier 2010 : L'ultime combat
- 25 janvier 2010 : Première séance
- 8 mars 2010 : Femmes en campagne
- 15 mars 2010 : Les Paysans (1/3) : La révolution
- 22 mars 2010 : Les Paysans (2/3) : La frustration
- 29 mars 2010 : Les Paysans (3/3) : Les mutineries
- 12 avril 2010 : La vie rêvé des Italiens du Gers
- 19 avril 2010 : Le casino de la côte
- 26 avril 2010 : Tout le point du monde
- 29 avril 2010 : Notre enfant, notre bataille (exceptionnellement un jeudi)
- 3 mai 2010 : Plan social, et après ?
- 10 mai 2010 : Le Paris de Dalida
- 17 mai 2010 : Heureux qui connut Nice
- 31 mai 2010 : Allers retours au pays de mes origines
- 14 juin 2010 : Le bateau de la fierté
- 22 juin 2010 : Marcel Merkès, Paulette Merval : une vie pour l'opérette
- 7 juillet 2010 : Katoucha, le destin tragique d'un top model
- 14 juillet 2010 : Les bagnards du canal de Nantes à Brest
- 21 juillet 2010 : A l'école des douanes
- 28 juillet 2010 : Bigoudis et bavardages
- 4 août 2010 : Une enfance en absence
- 11 août 2010 : Paroles sur images
- 18 août 2010 : À droite du Vatican, les traditionalistes

### 2010/2011
- 6 septembre 2010 : Mérieux pères et fils, un roman industriel
- 13 septembre 2010 : Sessions d'assises dans la cité
- 20 septembre 2010 : Les demoiselles du ring
- 27 septembre 2010 : Des mots plein les mains
- 4 octobre 2010 : Mon métier, c'est de l'or
- 11 octobre 2010 : Femmes amazones
- 18 octobre 2010 : Villes en eau trouble
- 25 octobre 2010 : La belle vie
- 1er novembre 2010 : Rendez-vous par temps de crise
- 8 novembre 2010 : Xavier Vallat, « un bon français »
- 15 novembre 2010 : La promesse de Biscotine
- 22 novembre 2010 : L'épuration en Alsace
- 29 novembre 2010 : Encore elles ! Ou les années MLF
- 6 décembre 2010 : La main tendue
- 13 décembre 2010 : Passion chocolat : Frédéric Bau, artisan créateur
- 3 janvier 2011 : La cicatrice, passeurs sur la ligne de démarcation
- 10 janvier 2011 : La saga Brochier, de la soie et des affaires
- 17 janvier 2011 : Médecins de campagne
- 24 janvier 2011 : Quatre saisons à la Romanée-Conti
- 31 janvier 2011 : La main noire
- 7 février 2011 : Le troisième âge au 7e ciel
- 14 février 2011 : Femmes de parloir
- 21 février 2011 : L'Algérie, de Gaulle et la Bombe
- 28 février 2011 : Les quatre fusillés du Kremlin-Bicêtre
- 7 mars 2011 : Le roses noires
- 14 mars 2011 : Voyage entre sol et terre
- 21 mars 2011 : Roms, premier peuple européen
- 28 mars 2011 : A vif
- 4 avril 2011 : Femmes de présidents
- 11 avril 2011 : Berlin-Vichy-Bretagne
- 18 avril 2011 : Docteur Yoyo
- 25 avril 2011 : L'opérette en folie
- 2 mai 2011 : 1968, journal d'une inconnue
- 9 mai 2011 : François Mitterrand une vie en Bourgogne
- 16 mai 2011 : Le paradis au cabanon
- 23 mai 2011 : Je vais enfin pouvoir être
- 30 mai 2011 : La leçon de cathédrale
- 6 juin 2011 : Peuples de l'olivier
- 13 juin 2011 : Babel Ouest
- 20 juin 2011 : Pop Up the Pops, chronique d'une émergence
- 27 juin 2011 : Le plus jour de ma vie
- 4 juillet 2011 : Sur le fil
- 11 juillet 2011 : Le bal
- 1er août 2011 : 36, quai du crime
- 8 août 2011 : Portés disparus
- 15 août 2011 : Mauvaises herbes
- 22 août 2011 : Signer la vie
- 29 août 2011 : Amours propres

### 2011/2012
- 12 septembre 2011 : Coup de chaleur sur le vin
- 19 septembre 2011 : De l'ombre à la lumière
- 26 septembre 2011 : Étrangers des deux rives
- 3 octobre 2011 : Fono et ses frères
- 10 octobre 2011 : Brassens et la Jeanne
- 17 octobre 2011 : Parce que Toulon !
- 24 octobre 2011 : La vague bleue
- 31 octobre 2011 : Eternels, charitables
- 7 novembre 2011 : Un désir ordinaire
- 14 novembre 2011 : Le monde selon Michelin (1/2)
- 21 novembre 2011 : Le monde selon Michelin (2/2)
- 28 novembre 2011 : Nice l'atelier perpétuel
- 5 décembre 2011 : Le gang des Lyonnais
- 12 décembre 2011 : Le grand chœur de Louis Chedid
- 2 janvier 2012 : Une jeunesse en jachère
- 9 janvier 2012 : La patrouille de l'espoir
- 16 janvier 2012 : Un printemps en méditerranée
- 23 janvier 2012 : Le temps des aides  domiciles
- 6 février 2012 : Le bonheur en suspens
- 20 février 2012 : Jean Zay, un crime français
- 27 février 2012 : Malarjez, l'île grande et son carnaval
- 5 mars 2012 : L'insaisissable Albert Kahn, le banquier utopiste
- 12 mars 2012 : Les Conti
- 19 mars 2012 : Discriminations
- 26 mars 2012 : L'innocence bafouée
- 2 avril 2012 : Peu académique, Danielle Sallenave, l'académicienne
- 9 avril 2012 : La cordillère des ch'tis
- 16 avril 2012 : 7 ans de conviction
- 23 avril 2012 : Pierre Loti, un homme du monde
- 30 avril 2012 : Sérials Tueurs, loin d'Hollywood
- 14 mai 2012 : Mon voisin, le Kurde
- 21 mai 2012 : 330 mètres sous les mers
- 28 mai 2012 : Un village sans dimanche
- 4 juin 2012 : Parasols et crustacés
- 11 juin 2012 : Mon Louvre à moi
- 18 juin 2012 : Je suis née Georges
- 25 juin 2012 : Luis Mariano et le mystère des voix basques

### 2012/2013
- 3 septembre 2012 : Le frelon chinois
- 10 septembre 2012 : L'Algérie nouvelle, on y croyait
- 17 septembre 2012 : Le Nord dans l'œil de Henri Cartier-Bresson
- 24 septembre 2012 : Requiem pour un champion
- 1er octobre 2012 : Cohabiter… à mon âge ?
- 8 octobre 2012 : Ca sonne très bien un bidon, 25 ans de tambour du Bronx
- 15 octobre 2012 : La carafe prend de la bouteille
- 22 octobre 2012 : Des histoires de violence, rencontres grenobloises
- 29 octobre 2012 : Melvin et Jeane, la révolte et l’exil
- 4 novembre 2012 : La Marseillaise et la prière : les aumôniers militaires
- 12 novembre 2012 : Nantes sous les bombes alliées
- 19 novembre 2012 : 42,195 km ou la folie marathon
- 26 novembre 2012 : Rester en Algérie
- 3 décembre 2012 : Le sexe de mon identité
- 10 décembre 2012 : Au-delà des frontières, Stivell
- 17 décembre 2012 : J’ai rêvé d'Arménie
- 7 janvier 2013 : Flamenco entre deux suds
- 21 janvier 2013 : Vivre, aimer selon le philosophe Marcel Conche
- 28 janvier 2013 : Monsieur X ou l'inconnu du quai de Seine
- 4 février 2013 : L’enfant de l'arbre
- 11 février 2013 : Les enfants volés
- 18 février 2013 : Dans le silence des campagnes
- 25 février 2013 : Vivre au pays à tout prix
- 4 mars 2013 : La boucherie est à vendre
- 11 mars 2013 : Irrécupérables
- 18 mars 2013 : Un défi dans les yeux
- 29 mars 2013 : A fede
- 5 avril 2013 : La paix du golfe
- 12 avril 2013 : Jacques Barsony, un médecin en ville
- 19 avril 2013 : Pascaline et Klara, étudiantes cherchent avenir
- 3 mai 2013 : L'honneur des gueules noirs
- 10 mai 2013 : Les Munch, soudés à jamais
- 17 mai 2013 : La Faute à mon père
- 30 mai 2013 : Le passé d'un palace en héritage : l'hôtel Martinez
- 7 juin 2013 : Une liberté sous contrôle
- 14 juin 2013 : Plus belle la ville
- 28 juin 2013 : Hotel de police, Marseille
- 5 juillet 2013 : Qui a tué Agnès Dury
- 12 juillet 2013 : Rentrer dans le rang
- 19 juillet 2013 : Nos enfants du désordre
- 26 juillet 2013 : Construire ses rêves
- 2 août 2013 : La cité du soleil, la Grande-Motte
- 9 août 2013 : Silence radio
- 16 août 2013 : Divine rencontre
- 23 août 2013 : Ce temps-là
- 30 août 2013 : Une terre, pour quoi faire

### 2013/2014
- 2 septembre 2013 : La saga des Halles de Paris
- 9 septembre 2013 : Jean-Baptiste Doumeng, le milliardaire rouge
- 16 septembre 2013 : Victor Jara n°2547
- 23 septembre 2013 :  Les eaux troubles
- 30 septembre 2013 : Raymond Poulidor, notre champion
- 7 octobre 2013 : Le prix à payer
- 14 octobre 2013 : Chroniques de la douleur
- 21 octobre 2013 : Mort pour la cause du peuple
- 28 octobre 2013 : Le tarmac est dans le pré
- 4 novembre 2013 : Les mots comme des pierres
- 11 novembre 2013 : Les filles au secret
- 18 novembre 2013 : Les enfants de la juge
- 25 novembre 2013 : L'excellence et le doute : L'institution Saint-Alyre
- 2 décembre 2013 : Esprit de corps
- 9 décembre 2013 : Heureux ?
- 16 décembre 2013 : Petits arrangements avec l'amour
- 6 janvier 2014 : L'écriture comme une arme
- 13 janvier 2014 : Jean Moulin/Klaus Barbie, la justice de l'Histoire
- 20 janvier 2014 : Seuls, du jour au lendemain
- 27 janvier 2014 : Les mille et une vies de Régine
- 3 février 2014 : Intégration à l'italienne, les Itallorains
- 10 février 2014 : Sébastien, héros en Chine
- 17 février 2014 : Hénaff, ou le mystère de la petite boîte bleue
- 24 février 2014 : Le copain d'avant
- 3 mars 2014 : Les jours heureux
- 10 mars 2014 : Cendrillon en route pour Versailles
- 17 mars 2014 : Enfants précoces : le paradoxe
- 24 mars 2014 : La cicatrice : une famille dans la grande guerre
- 31 mars 2014 : Le Métis de la République
- 7 avril 2014 : Mes parents sont gais
- 14 avril 2014 : Jeudi soir, dimanche matin
- 21 avril 2014 : Le jardin en mouvement de Gilles Clément
- 28 avril 2014 : Une femme de passion et de liberté, Régine Deforges
- 5 mai 2014 : L'avion du lac
- 12 mai 2014 : Jacques Chirac et la Corrèze
- 19 mai 2014 : Qu'allez-vous faire de vos 20 ans ?
- 26 mai 2014 : La Corse libérée
- 2 juin 2014 : Les auditeurs du soir
- 9 juin 2014 : Le martyre de Tulle, 9 juin 1944
- 16 juin 2014 : Place publique, Béziers
- 23 juin 2014 : Le rêve d'une culture partagée
- 4 juillet 2014 : Perdus entre deux rives, les chibanis oubliés
- 11 juillet 2014 : Combattants de la liberté
- 18 juillet 2014 : Limoge, un refuge juif dans la tourmente
- 25 juillet 2014 : Le GI qui voulait être photographe
- 1er août 2014 : Le cristal et la fumée
- 8 août 2014 : Récit d'une tragédienne ordinaire
- 22 août 2014 : La  vie en vraie
- 29 août 2014 : Les désobéissants

### 2014/2015
- 15 septembre 2014 : Renaud Van Ruymbeke, au nom de la loi
- 22 septembre 2014 : 14-18, la guerre en chansons
- 6 octobre 2014 : Génération des automobilistes Basques
- 13 octobre 2014 : Mon journal au quotidien, au cœur du Télégramme
- 20 octobre 2014 : Des Bretons contre de Gaulle (1960-1969)
- 27 octobre 2014 : L'enfer... il est dans ma classe
- 3 novembre 2014 : FLB, le Front de libération de la Bretagne (1974-1981)
- 10 novembre 2014 : Brel, Brassens, Ferré : trois hommes sur la photo
- 17 novembre 2014 : La démocratie facturée
- 24 novembre 2014 : Sauveteurs sans frontières
- 1er décembre 2014 : Un parcours de convictions, Pierre Joxe
- 8 décembre 2014 : Le Ministre et le Saltimbanque
- 15 décembre 2014 : Les fantômes de l'histoire
- 5 janvier 2015 : En quête de justice, le combat d'une famille
- 12 janvier 2015 : Lumière sur la nuit
- 19 janvier 2015 : Les Atelières, une aventure made in France
- 26 janvier 2015 : Émilie Busquant, une passion algérienne
- 2 février 2015 : Généalogie, en quête de soi
- 9 février 2015 : Le visage réparé
- 16 février 2015 : Debout, au cœur de la crise
- 23 février 2015 : La terre, bien commun : chronique d'une France rurale
- 2 mars 2015 : Oradour, le procès de l'impossible
- 9 mars 2015 : L'entreprise et les femmes
- 16 mars 2015 : Dans l'ombre d'une guerre, une histoire secrète du conflit franco-algérien
- 23 mars 2015 : Après le brouillard, histoire d'une résilience
- 30 mars 2015 : En Corse, sur le chemin des confréries
- 6 avril 2015 : Limoges, la promesse d'une politique différente
- 13 avril 2015 : À table ! Voyage dans nos habitudes alimentaires
- 20 avril 2015 : L'héritage de la République : Jean-Louis Debré
- 27 avril 2015 : L'armée secrète arménienne
- 4 mai 2015 : L'espionne aux tableaux, Rose Valland face au pillage nazi
- 11 mai 2015 : La vierge et la cité
- 18 mai 2015 : Riz amer : les Indochinois en Camargue (1939-1952)
- 25 mai 2015 : Martin Guerre, le retour au village
- 1er juin 2015 : Ma famille entre deux terres
- 8 juin 2015 : La radio du soleil : les années 70 à RMC
- 15 juin 2015 : Rimbaud, le roman de Harar
- 21 juin 2015 : Filme ton quartier !
- 28 juin 2015 : Les dames de Chœur
- 6 juillet 2015 : Bernard Thévenet, le tombeur du cannibale

### 2015/2016
- 7 septembre 2015 : Apprentis et citoyens
- 14 septembre 2015 : La santé, une prison capitale
- 21 septembre 2015 : Marseille, le jeu du clientélisme
- 28 septembre 2015 :Dans l'engrenage de la mondialisation
- 5 octobre 2015 : Un toit sur la tête
- 12 octobre 2015 : Justice pour le Petit Bard
- 19 octobre 2015 : IVG, 40 ans après
- 26 octobre 2015 : Pierre Delaye, un résistant oublié
- 2 novembre 2015 : Du rugby à tout prix
- 9 novembre 2015 : L'affaire Schlumpf
- 16 novembre 2015 : Eysses, une épopée résistante
- 23 novembre 2015 : Il était une fois la télé, 30 ans après
- 30 novembre 2015 : Rock 'N' Rennes
- 7 décembre 2015 : Le veau, la vache et le territoire, petit précis de biodynamie
- 14 décembre 2015 : Hervé Vilard, l'insolent

### Eté 2016 (L'Heure D)
- 27 juin 2016 : Des jours et des nuits sur l'aire suivi de Saint-Nizier, la révolte des prostituées
- 4 juillet 2016 : Somme 1916, la bataille insensée suivi de Les traversées aventureuses
- 11 juillet 2016 : Le blanchiment des troupes coloniales suivi de La vie sur l'eau
- 18 juillet 2016 : Federica Montseny, l'indomptable suivi de Parents sous contrat
- 25 juillet 2016 : De l'autre côté suivi de Les mots doux
- 1er août 2016 : La grande traversée suivi de Les traversées aventureuses
- 22 août 2016 : Le village métamorphosé suivi de Les tribus de la récup
- 29 août 2016 : Aharon Appelfeld, le kaddish des orphelins suivi de Les fantômes du Mont-Blanc
- 5 septembre 2016 : L'homme qui réinventa l'histoire, Fernand Braudel suivi de Avec ou sans accent

### Eté 2017 (L'Heure D)
- 3 juillet 2017 : Il était une ville : Sedan
- 5 juillet 2017 : La belle vie suivi de Christian Dior, l'élégance du paradis perdu
- 10 juillet 2017 : Quartiers nord de Marseille, au-delà de la cité
- 12 juillet 2017 : Marie, dompteuse de crabe suivi de No smoking in Sarajevo
- 17 juillet 2017 : Sur la terre de Saint-Rémy
- 19 juillet 2017 : Un temps de réflexion suivi de Des bois noirs
- 24 juillet 2017 : Qu'est-ce qu'on a fait au Bon Dieu pour mériter un curé noir ?
- 26 juillet 2017 : Dites-moi que je m'aime suivi de Hors les murs
- 31 juillet 2017 : Les carnets de Josée Laval
- 7 août 2017 : Félix Amiot : du ciel à la mer
- 9 août 2017 : De l'encre sous la peau
- 15 août 2017 : Le triomphe des images il y a 1000 ans
- 17 août 2017 : Ce sera bien suivi de Les territoires du rire
- 21 août 2017 : Pierre Bergounioux, la passion d'écrire
- 28 août 2017 : Ani-maux